# Sveinbjörn Beinteinsson
Sveinbjörn Beinteinsson (Dragháls, 4 de julio de 1924 – Dragháls, 23 de diciembre de 1993) fue un religioso y escritor islandés, promulgador de la redescubierta religión precristiana islandesa. Fue gracias a él que el gobierno de Islandia reconoció a la organización Ásatrúarfélagið (religión politeísta Ásatrú en Islandia) como una de sus religiones oficiales en 1973, siendo el primer país del mundo que reconoció a una religión neopagana como oficial.
Hijo del actor Beinteinn Einarsson y de Helga Pétursdóttir, Sveinbjörn erigió una estatua de Thor de dos metros. Se casó en 1965 con Svanfríður Hagvaag, de la que se divorció años después y de este matrimonio nacieron dos hijos. 
Sveinbjörn vivió toda su vida en Islandia occidental. Desde 1944, compatibilizaba sus tareas diarias como ganadero de ovejas y su interés sobre literatura escáldica. Publicó un libro sobre el rímur en 1945, un libro de texto sobre formas verbales del rímur en 1945, dos volúmenes de sus propios versos en 1957 y 1976, y editó varias antologías.
En 1982 Sveinbjörn editó un álbum, Eddukvæði (canciones de la Edda poética), donde recita en métrica rímur 75 estrofas del Hávamál, Völuspá y Sigrdrífumál. El álbum incluyó un libreto de los poemas en islandés, con traducciones en inglés, sueco y alemán.
Murió el 23 de diciembre de 1993 de un ataque cardíaco.
Sveinbjörn es recordado con mucho respeto y afecto entre los fieles de Ásatrú. No fue solo un conocido intérprete de baladas de rímur (o kvæðamaður) en Islandia, también ganó una audiencia y seguidores en Europa y Norteamérica.